# António Sampaio (Journalist)

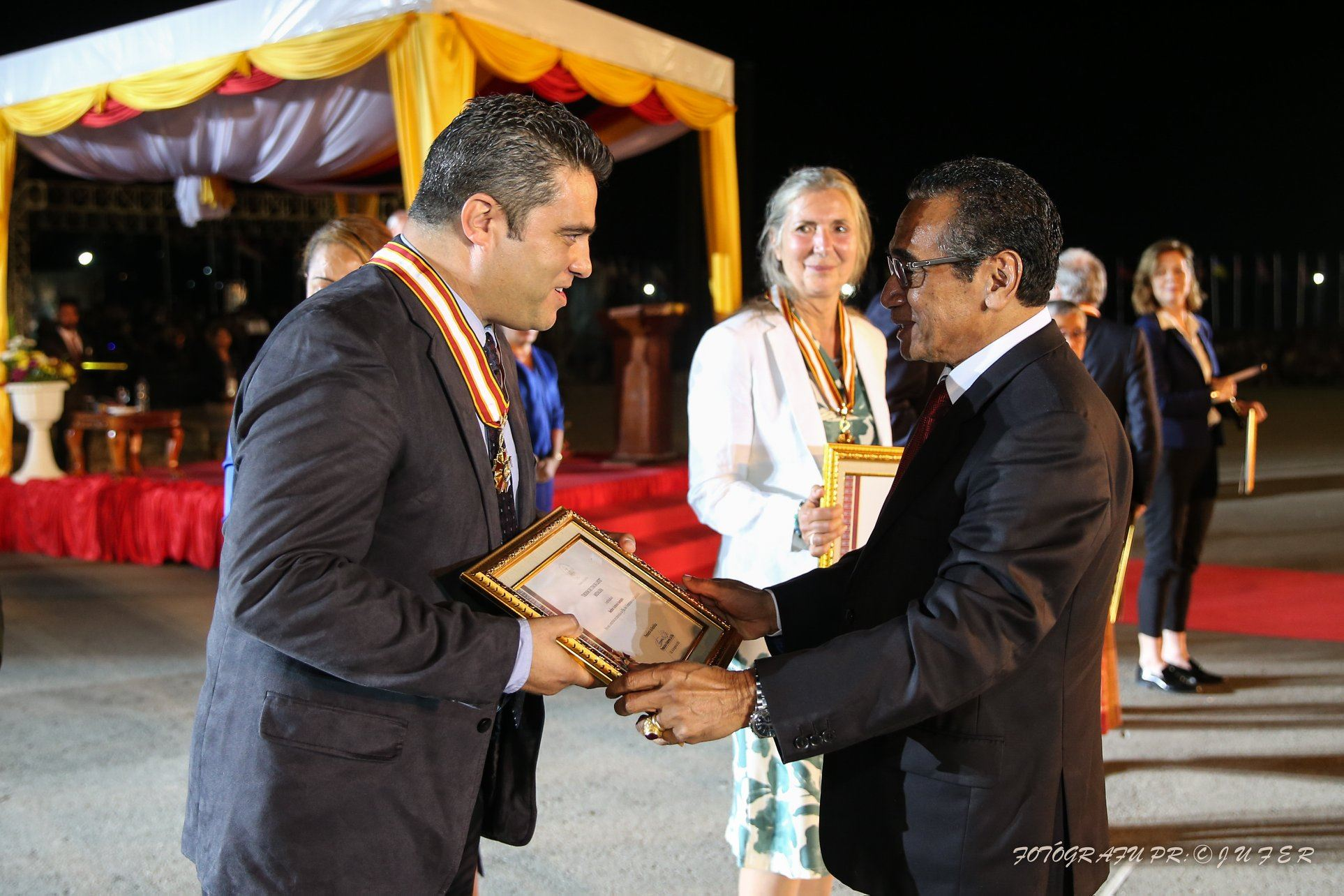
António Sampaio erhält den Ordem de Timor-Leste von Francisco Guterres (2019)

António Sampaio ist ein portugiesischer Journalist. Seit 1992 war er für die portugiesische Nachrichtenagentur Lusa als Korrespondent tätig. Am 12. Juni 2024 verlieh ihm das Nationalparlament Osttimors für seine Verdienste für das Land die Staatsbürgerschaft Osttimors.
Seit 1990 hat sich Sampaio mit Osttimor beschäftigt. Zu diesem Zeitpunkt hielt Indonesien die frühere portugiesische Kolonie besetzt. Zunächst von Australien aus schrieb er für die meisten portugiesischen Printmedien und für australische Zeitungen der News Limited, wie The Australian und berichtete auch für SBS Radio und Fernsehen. Seine ausführliche Berichterstattung zum Osttimorkonflikt brachten Sampaio 1991 den Correspondent Award. 1992 nahm er an der Mission Frieden in Timor mit der Fähre Lusitânia Expresso teil, mit dem 150 Aktivisten medienwirksam versuchten nach Osttimor zu gelangen.
Mit dem Vertreter der osttimoresischen Sprecher der Unabhängigkeitsbewegung José Ramos-Horta versuchte Sampaio von 1991 bis 1992 die East Timor News Agency (ETNA) wieder aufzubauen. Sampaio war 1996 der erste Journalist, der Ramos-Horta interviewen konnte, nachdem bekanntgegeben wurde, dass er den Friedensnobelpreis erhält. 1994 und 1995 erhielt Sampaio für seine RTP-Dokumentation über Unterdrückungen in Indonesien zwei portugiesische Journalistenpreise, den Prêmio Gazeta und den Prêmio Clube de Jornalistas.
Im März 1999 wurde Sampaio der erste ausländische Journalist, der in Osttimors Hauptstadt Dili fester Korrespondent wurde. Er leitete das Büro der Lusa über die Zeit des Unabhängigkeitsreferendum, der UN-Verwaltung und der Entlassung in die Unabhängigkeit. Zwischen 2004 und 2015 arbeitete Sampaio als Korrespondent in Genf und Madrid, kehrte aber immer wieder nach Osttimor zurück, um über besondere Ereignisse zu berichten, wie den Unruhen in Osttimor 2006. Von 2015 bis 2024 war Sampaio für Lusa wieder in Dili als Korrespondent und Bürochef von Lusa, der einzige ausländische Journalist mit Sitz in Osttimor.
2025 wurde Sampaio zum niederländischen Honorarkonsul in Dili ernannt.
Am 30. August 2019 zeichnete Osttimors Präsident Francisco Guterres Sampaio mit der Medaille des Ordem de Timor-Leste aus.